# Physalacria camerunensis
Physalacria camerunensis är en svampart som beskrevs av Antonín & Mossebo 2002. Physalacria camerunensis ingår i släktet Physalacria och familjen Physalacriaceae.   Inga underarter finns listade i Catalogue of Life.